# Кабанов, Максим Борисович
Макси́м Бори́сович Каба́нов (30 декабря 1982, Москва) — российский футболист, вратарь. Выступал за молодёжную сборную России до 21 года.

## Карьера
Воспитанник СДЮШОР «Спартак» (Москва). В 2001 году провёл пять матчей за главную команду: три в чемпионате России (первый — 21 сентября против «Сокола») и два в розыгрыше Лиги чемпионов (18 сентября против «Фейеноорда» и 25 сентября против «Баварии»).
В 2002 и 2003 годах выступал за воронежский «Факел». В 2004—2007 годах играл в московском «Торпедо». С 2008 по 2009 год играл за клуб «СКА-Энергия» Хабаровск. 29 января 2010 года подписал двухлетний контракт с «Ростовом». В этом клубе ему пришлось конкурировать с перешедшим из «Спартака-Нальчика» Деяном Радичем и пришедшим в «Ростов» после снятия с чемпионата «Москвы» Антоном Амельченко.
В 2022 году — тренер вратарей в Академии ФК «Спартак» (команды 2009, 2010 и 2012 г. р.)

## Личная жизнь
Женат, имеет сына и дочь. Старший брат Сергея Кабанова.

## Достижения
«Спартак» (Москва)
- Чемпион России: 2001